# Leptogenys imperatrix
Leptogenys imperatrix är en myrart som beskrevs av Mann 1922. Leptogenys imperatrix ingår i släktet Leptogenys och familjen myror. Inga underarter finns listade i Catalogue of Life.

## Bildgalleri

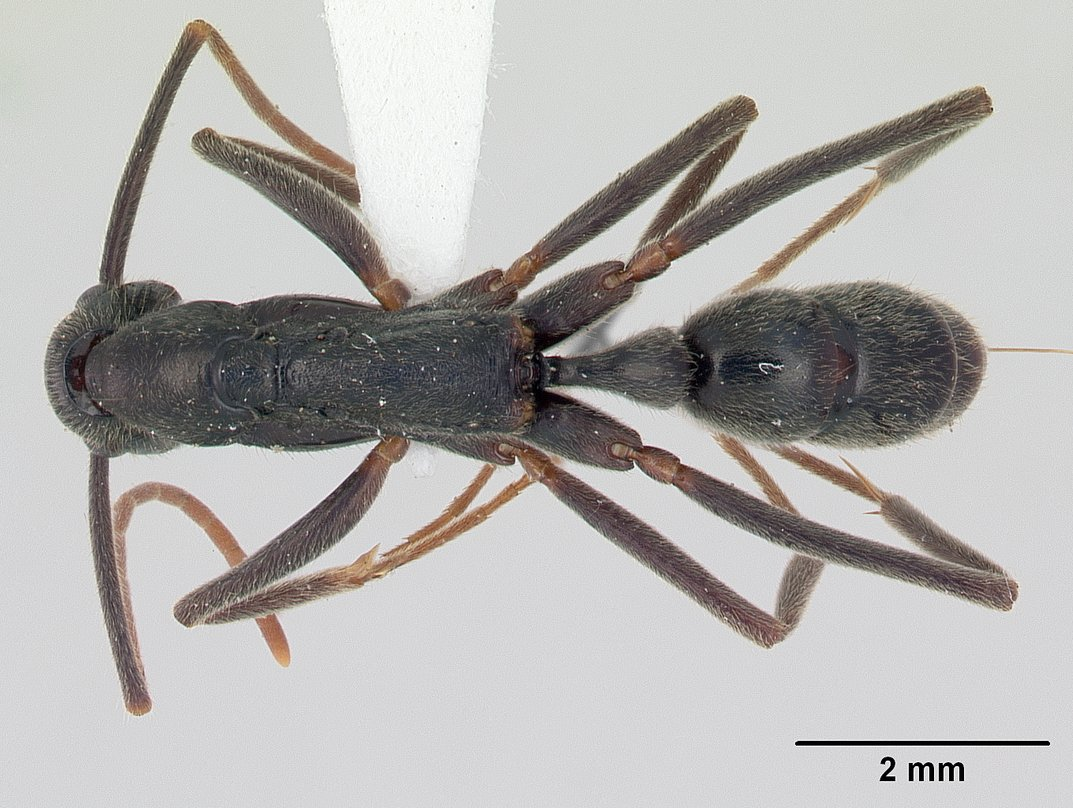
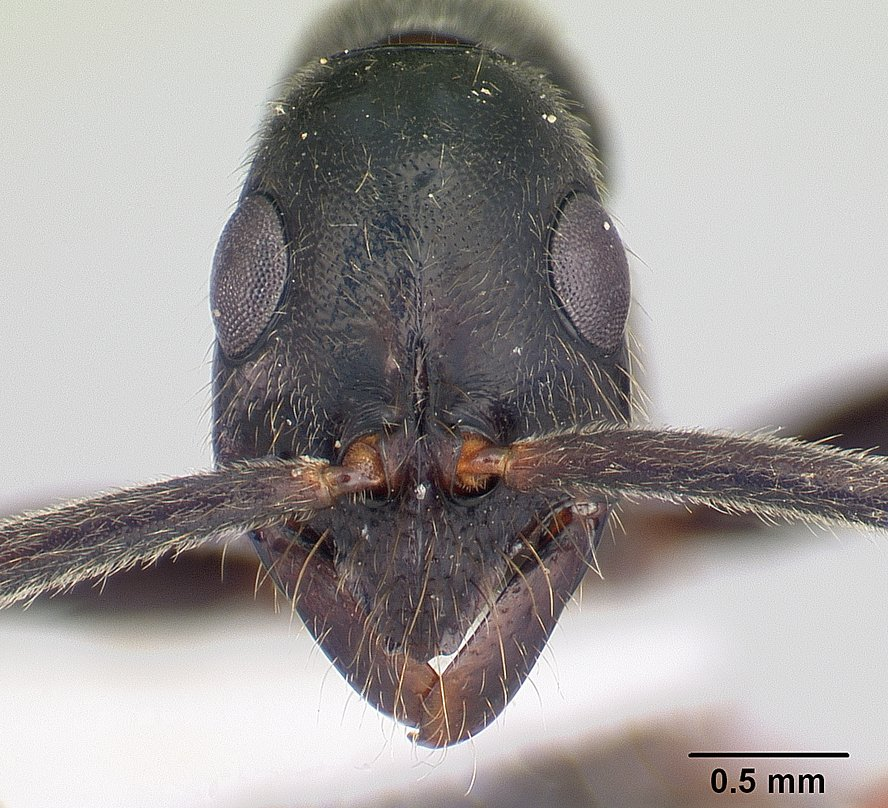
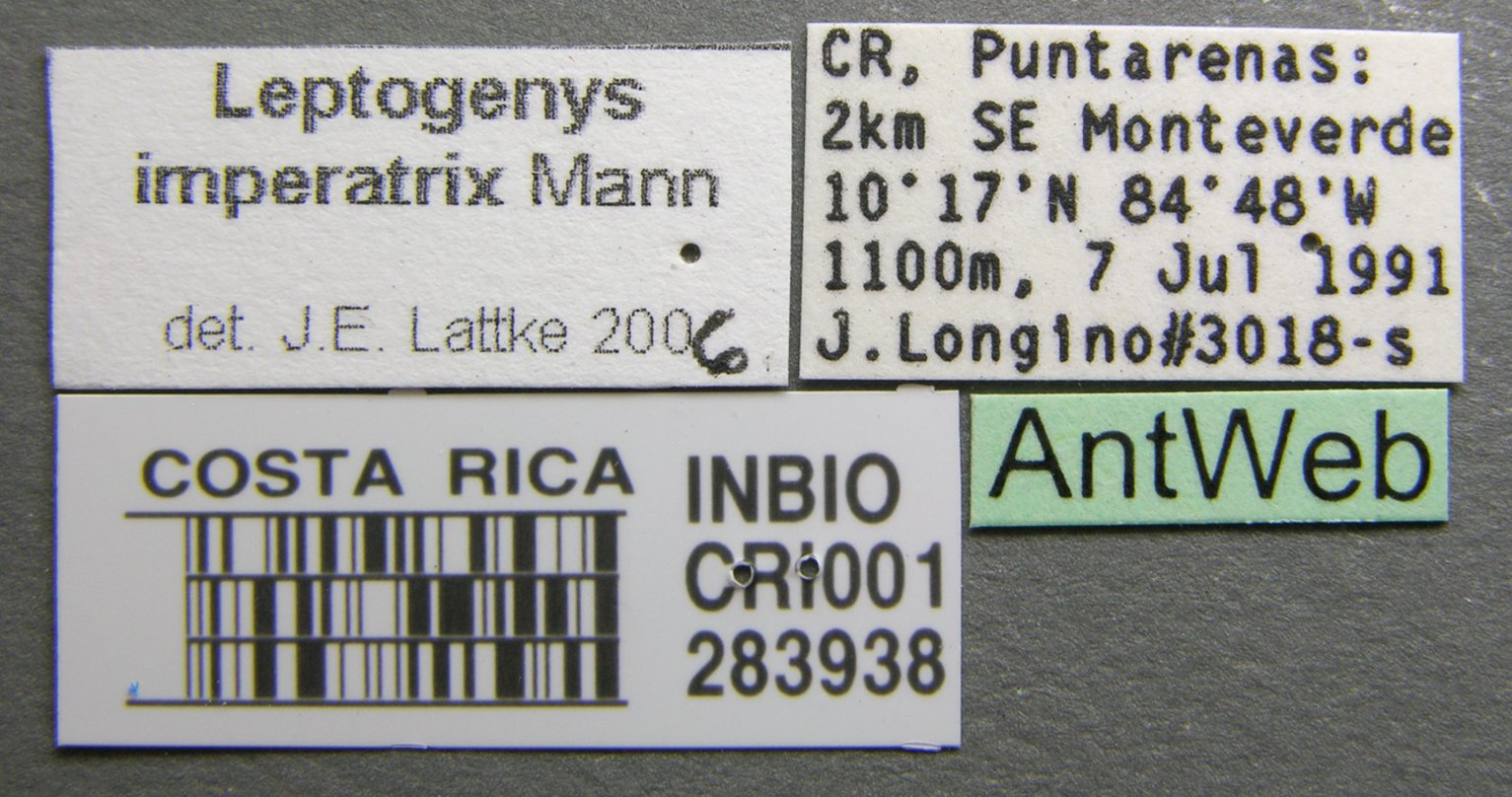
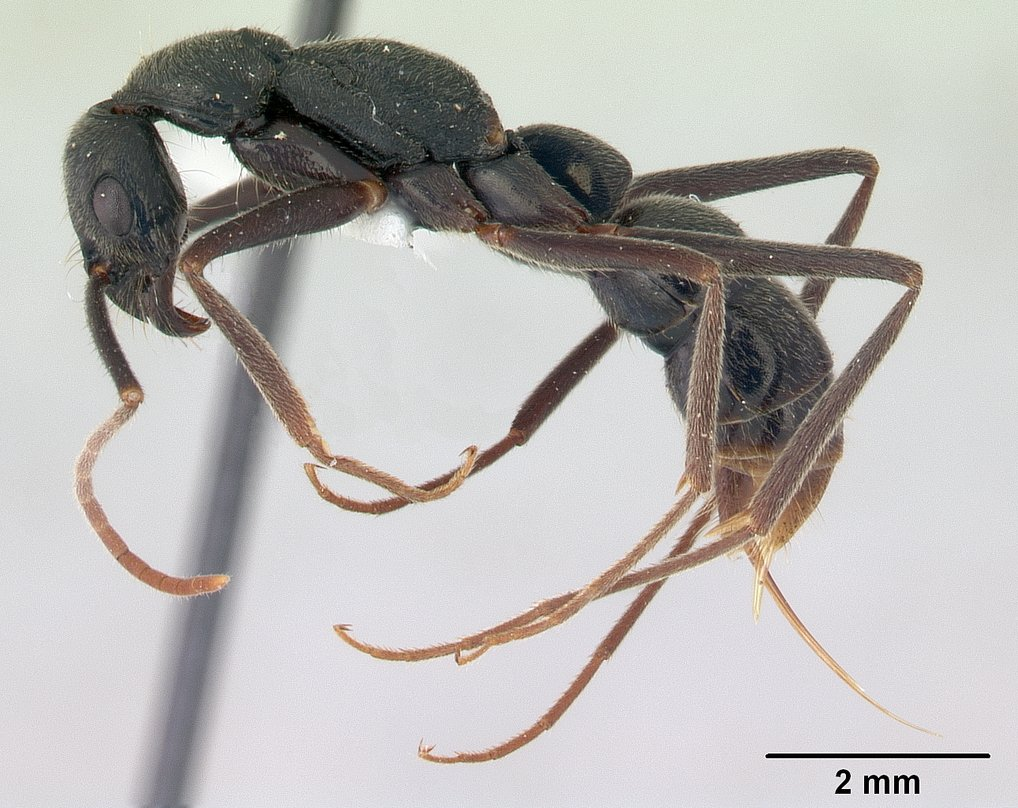